# Le Mat
Pour les articles homonymes, voir The Fool (homonymie).

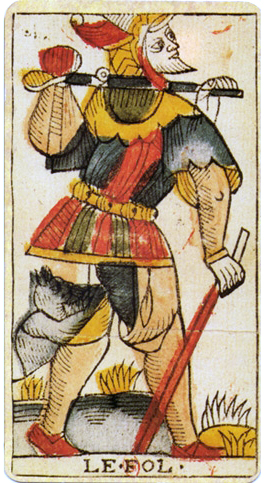
Atout non numéroté, le Fol, du jeu de Jean Dodal (début XVIIIe siècle.

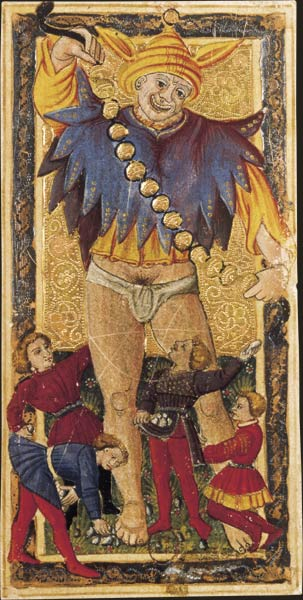
Le Fol, tarot dit de Charles VI (XVe siècle)

Le Mat ou Le Fou, aussi Le Fol (version archaïque), est une des seules cartes sans numéro dans la plupart des variantes du tarot de Marseille. Habituellement classé comme faisant partie de la série des atouts, il est le seul atout non numéroté – aussi appelé l'« arcane sans chiffre » – à l'exception notable des variantes dites de Rouen ou de Bruxelles où il porte le numéro XXII. Parfois encore Le Mat est classé au 21e rang, Le Monde étant alors au 22e. C'est l'ordre adopté par l'auteur anonyme (en fait Valentin Tomberg) de l'ouvrage Méditations sur les 22 arcanes majeurs du Tarot.
Dans le tarot français, il est devenu l'Excuse, aussi dite « la Mandoline » : dans les règles du XVIIe siècle il remplissait le même rôle.

## Description et symbolisme
Selon Jean-Pierre Jouvin, la dénomination Mat renvoie à un concept scolastique, materia prima, ainsi qu'à la philosophie aristotélicienne et aux concepts de puissance et d'acte. D'après lui, la position de cette lame, n'étant à vrai dire ni la première ni la dernière, manifeste l'ordre du potentiel, tandis que les lames numérotées se rapportent à ce qui est en acte.